# Rita Schober
Rita Schober (* 13. Juni 1918 in Rumburg; † 26. Dezember 2012 in Berlin-Pankow) war eine deutsche Romanistin und Literaturwissenschaftlerin.

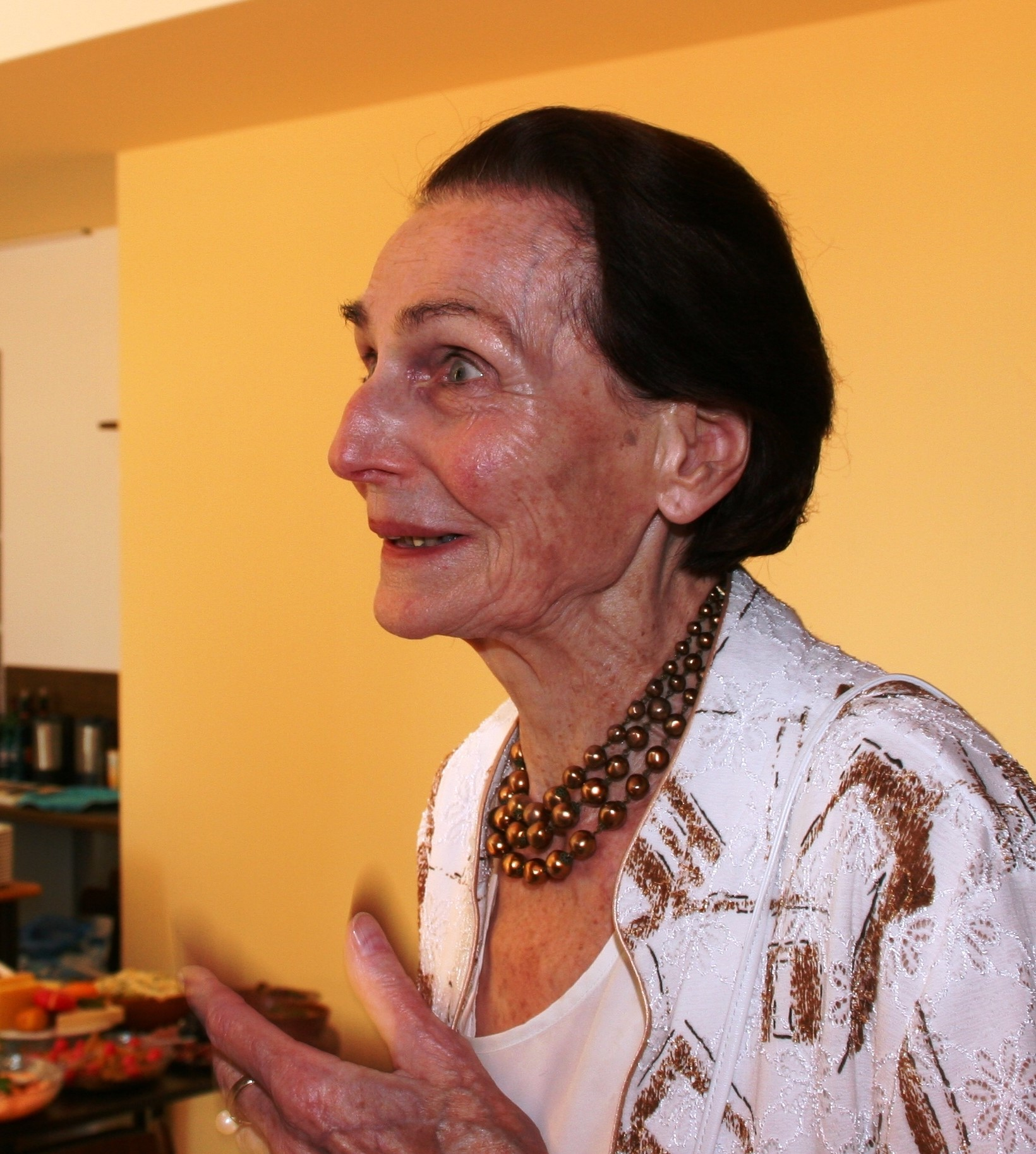
Rita Schober (2010)

## Leben und Werk
Rita Schober wurde als Rita Tomaschek in Rumburg (heute Rumburk, Tschechien) geboren; sie war die Tochter eines Angestellten und einer Schneiderin. Von 1928 bis 1936 besuchte sie das Realgymnasium in Rumburg und studierte anschließend bis 1945 für das Lehramt Romanistik und Altphilologie an der Deutschen Karls-Universität Prag. Ihr Studium wurde während des Krieges von Oktober 1940 bis 1943 und von Dezember 1944 bis Dezember 1945 durch eine Tätigkeit zur Aushilfe als Gymnasiallehrerin für Latein in Warnsdorf mehrfach unterbrochen. Peter H. Feist gehörte dort zu ihren Schülern. Sie promovierte als Rita Hetzer in Prag im März 1945 mit einer sprachwissenschaftlichen Dissertation bei Erhard Preißig über Das Suffix –age.
Nach dem Ende des Zweiten Weltkrieges erfolgte ihre Vertreibung in die sowjetische Besatzungszone Deutschlands. Von 1946 bis 1949 war sie wissenschaftliche Assistentin und ab 1947 Lehrbeauftragte für Altfranzösisch und Altprovenzalisch an der Martin-Luther-Universität Halle (MLU). 1946 war sie auch Studiendekanin. Seit 1948 arbeitete sie unter dem an die MLU berufenen Victor Klemperer auf dem Gebiet der französischen Literaturwissenschaft und wurde bei ihm Habilitandin.
In den Jahren 1951/1952 war sie als Hauptreferentin für Sprachen im Staatssekretariat für Hoch- und Fachschulwesen der DDR-Regierung in Ost-Berlin tätig und folgte 1952 Klemperer als Assistentin an das Romanistische Institut der Humboldt-Universität zu Berlin (HUB). 1952 wurde sie zur Dozentin am Romanistischen Institut an der HUB berufen und mit einer Professur mit Lehrauftrag für Romanische Philologie beauftragt.
Schober habilitierte sich 1954 bei Klemperer mit Émile Zolas Theorie des naturalistischen Romans und das Problem des Realismus. 1957 erhielt sie den Ruf als Professorin auf den Lehrstuhl für Romanistik an der HUB. Ab 1959 war sie als Klemperers Nachfolgerin bis 1978 Direktorin des Romanistischen Institutes. Zeitgleich wirkte sie von 1969 bis 1975 (nach der III. Hochschulreform der DDR) als Dekanin der Gesellschaftswissenschaftlichen Fakultät an der HUB.
1969 wurde sie zum Ordentlichen Mitglied der Deutschen Akademie der Wissenschaften zu Berlin gewählt. Ab 1974 wirkte sie als Mitglied des Exekutivrates in der UNESCO. Seit 1975 war sie Vorsitzende des Nationalkomitees für Literaturwissenschaft der Akademie der Wissenschaften der DDR und Mitglied des Präsidiums des PEN-Zentrums der DDR. 1978 wurde sie emeritiert. Ein Vertrag mit der Universitätsleitung regelte bis 1989 ihre Aktivitäten in Lehre und Forschung sowie in der Wissenschafts- und Personalpolitik am Institut für Romanistik und auf höheren universitären Ebenen.
Rita Schober war Herausgeberin der ersten deutschen Ausgabe des Romanzyklus Die Rougon-Macquart von Émile Zola nach dem Zweiten Weltkrieg. Diese 20 Bände erschienen zwischen 1952 und 1976 beim Verlag Rütten & Loening und wurden dafür meist neu übersetzt.
Ihre Werke beschäftigten sich mit französischen Autoren verschiedener Epochen, insbesondere Nicolas Boileau, Louis Aragon, Émile Zola und zuletzt Michel Houllebecq. Schober wurde auch auf dem Gebiet der Literaturtheorie, insbesondere des Strukturalismus, sehr bekannt. Sie hat zusammen mit ihren Mitarbeitern und Fachkollegen nahezu 70 Buchpublikationen hervorgebracht. Ein Teil dieses umfangreichen Werkes ist auf ihrem Sommer-Wohnsitz in Prieros im Landkreis Dahme-Spreewald entstanden.
Schober war seit 1988 Ehrendoktor der Humboldt-Universität und sie gehörte 1993 zu den Gründungsmitgliedern der Leibniz-Sozietät der Wissenschaften zu Berlin. Zu ihren Schülern gehören u. a. die Romanisten Horst Heintze und Hans-Otto Dill.
Rita Schober war zweimal verheiratet: 1940 mit Hans Hetzer, ab 1943 kriegsvermisst bei Stalingrad; 1950 mit Robert Schober, verstorben 1994 in Berlin. Ihr Sohn Hans-Robert Schober wurde 1952 in Berlin geboren und ist 2011 in München verstorben.
Ihre letzte Ruhestätte fand Rita Schober auf dem Friedhof Pankow IV in Berlin-Niederschönhausen.

## Mitgliedschaften und Ehrungen (Auswahl)
- seit 1969 Ordentliches Mitglied der Deutschen Akademie der Wissenschaften zu Berlin
- von 1974 bis 1978 Mitglied des Exekutivrates der UNESCO als Vertreterin der DDR
- ab 1975 Vorsitzende des Nationalkomitees für Literaturwissenschaft der Akademie der Wissenschaften der DDR
- ab 1975 Mitglied des P.E.N.-Zentrums der DDR und seines Präsidiums 1980 bis 1990
- ab 1978 Geschäftsführende Herausgeberin der Zeitschrift „Beiträge zur Romanischen Philologie“
- 1993 Gründungsmitglied der Leibniz-Sozietät der Wissenschaften zu Berlin
- Vaterländischer Verdienstorden der DDR: 1964 in Bronze, 1968 in Silber, 1978 in Gold
- 1972 Nationalpreis der DDR
- 1979 Ordre des Palmes Académiques, Chevalier-Stufe, durch die Französische Republik
- 1988 Ehrendoktor der Humboldt-Universität zu Berlin
- 2011 Daniel-Ernst-Jablonski-Medaille der Leibniz-Sozietät.

## Werke (Auswahl)
- Skizzen zur Literaturtheorie. Deutscher Verlag der Wissenschaften, Berlin 1956
- Im Banne der Sprache. Strukturalismus in der Nouvelle Critique, speziell bei Roland Barthes. Halle a. S. 1968
- Von der wirklichen Welt in der Dichtung. Aufsätze zu Theorie und Praxis des Realismus in der französischen Literatur. Aufbau-Verlag, Berlin 1970
- Abbild, Sinnbild, Wertung. Aufsätze zur Theorie und Praxis literarischer Kommunikation. Aufbau-Verlag, Berlin 1982, 2. Aufl. 1988
- Zola und der französische Impressionismus. Nachwort zu Band 20 „Das Werk“ des Rougon-Macquart-Zyklus. Rütten & Loening, Berlin 1966, S. 449–484; wieder 1983
- Louis Aragon. Von der Suche der Dichtung nach Erkenntnis der Welt. Akademie-Verlag, Berlin 1985
- Vom Sinn oder Unsinn der Literaturwissenschaft. Essays. Mitteldeutscher Verlag Halle (Saale) 1988
- 100 Jahre Rougon-Macquart im Wandel der Rezeptionsgeschichte (zus. mit Winfried Engler), Gunther Narr, Tübingen 1995[4]
- Auf dem Prüfstand : Zola – Houellebecq – Klemperer. Berlin 2003